# Nassau megye (Florida)
Nassau megye az Amerikai Egyesült Államokban, azon belül Florida államban található. Megyeszékhelye Fernandina Beach, legnagyobb városa Yulee. Lakosainak száma 90 352 fő (2020. április 1.). Nassau megye Camden, Duval, Charlton és Baker megyékkel határos.

## Népesség
A megye népességének változása:
| Lakosok száma | 73 540 | 74 192 | 74 701 | 75 710 | 78 444 | 90 352 |
|               | 2010   | 2011   | 2012   | 2013   | 2015   | 2020   |